# Melichrus urceolatus
Melichrus urceolatus är en ljungväxtart som beskrevs av Robert Brown. Melichrus urceolatus ingår i släktet Melichrus och familjen ljungväxter. Inga underarter finns listade i Catalogue of Life.

## Bildgalleri

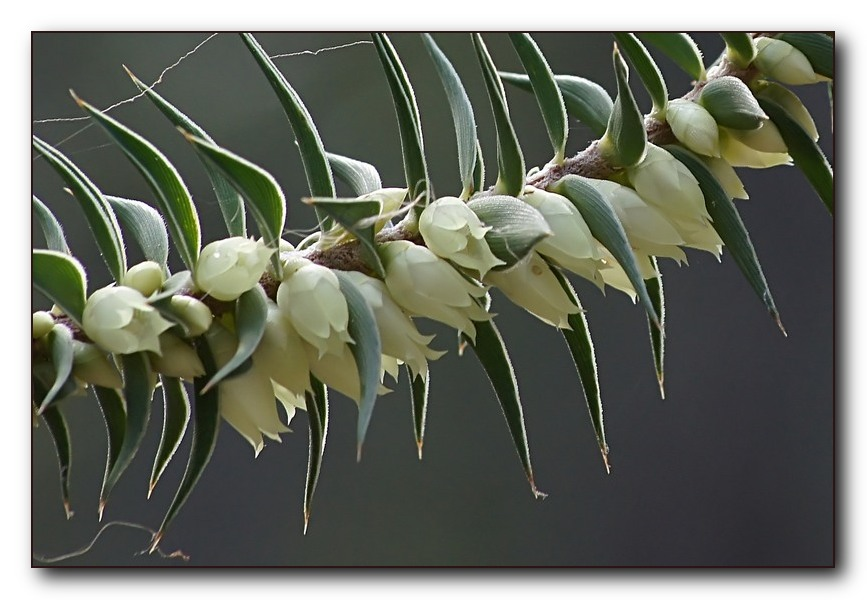
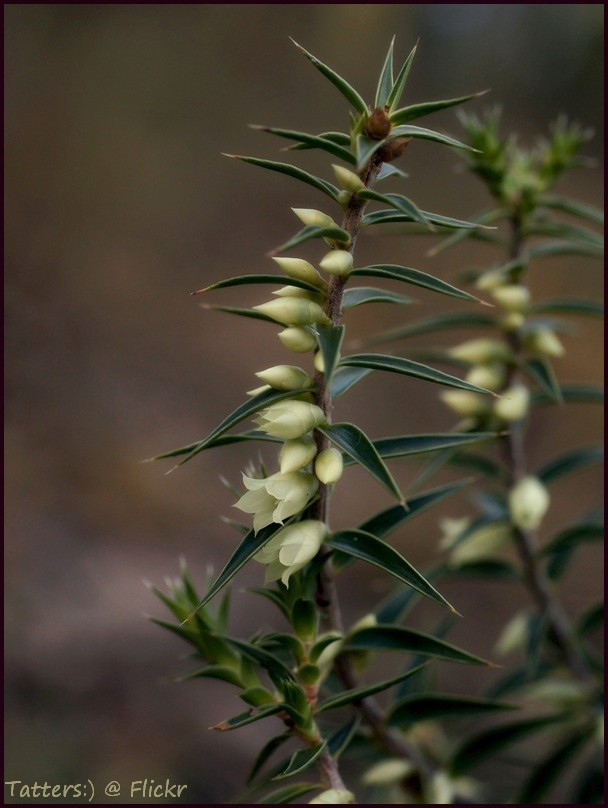
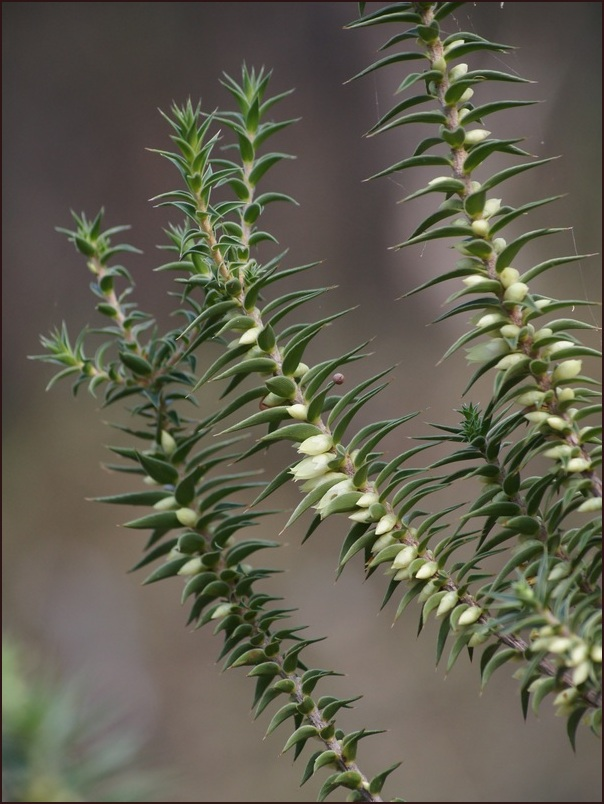